# Al-Muqanna
Hāshim ibn Ḥakīm, detto al-Muqannaʿ, "Il Velato" (in arabo ﻫﺎﺷﻢ ﺍﺑﻦ ﺣﻜﻴﻢ‎?; Balkh, ... – 783), è stato un politico e religioso persiano.
Uno dei primi contestatori e oppositori dell'avanzante religione islamica, organizzò numerosi attacchi agli eserciti arabi, recuperando spesso quanto essi avevano depredato in terra iranica.
Era un chimico e in uno dei suoi primi esperimenti produsse un'esplosione in cui una parte della sua faccia rimase ustionata gravemente, tanto che per il resto della vita egli usò un velo per nasconderla, giustificando il suo soprannome di al-Muqannaʿ (in arabo المقنع‎?). 
Spesso lo si addita come un khurramdinita, anche perché si propose come un profeta di una nuova religione che mescolava elementi mazdei e islamici, tanto da essere giudicato un eretico dalla maggioranza degli storici delle religioni musulmani.

## Biografia
Al-Muqannaʿ era un Persiano che inizialmente era uno stiratore di abiti. Divenne comandante agli ordini di Abū Muslim nel suo Khurasan.  Dopo l'assassinio di Abū Muslim, al-Muqannaʿ proclamò di essere l'incarnazione di Dio, ruolo che gli sarebbe stato curiosamente trasmesso da Abū Muslim, che l'aveva ricevuto a sua volta da ʿAlī dopo che egli l'aveva ricevuto da suo cugino Maometto. I sostenitori di al-Muqannaʿ dicevano che egli si copriva con un velo a causa della sua grande bellezza, mentre i suoi nemici abbasidi sostenevano logicamente che egli fosse invece orrendo, orbo di un occhio e calvo. I suoi seguaci indossavano vesti bianche, per contrapporsi anche visivamente al nero cerimoniale tipico degli Abbasidi. Questi ultimi sostenevano che egli fosse un mago, che turlupinava la gente inscenando dei finti miracoli.
Al-Muqannaʿ fu funzionale alla nascita del movimento della Khurramiyya, una setta che si richiamava ad Abu Muslim, che ritenevano fosse il Mahdi e del quale negavano la morte.

Quando i seguaci di al-Muqannaʿ cominciarono a compiere incursioni violente nelle città e, colpendo anche le moschee, privando i musulmani dei loro averi, gli Abbasidi inviarono vari comandanti militari per infrangere la rivolta. Al-Muqannaʿ preferì avvelenarsi anziché arrendersi alle forze califfali, che dettero fuoco alla sua abitazione.  Al-Muqannaʿ morì in un forte presso Shahrisabz (Kish). Dopo la sua morte, la setta continuò ad agire fino al XII secolo, in attesa che al-Muqannaʿ comparisse di nuovo tra gli uomini.

## Il ricordo di al-Muqannaʿ nella letteratura e nella musica
Lo scrittore argentino Jorge Luis Borges si ispirò ad al-Muqannaʿ per il protagonista della sua Storia universale dell'infamia (1934) e, quindici anni dopo, per il racconto Lo Zahir.
Alla sua vicenda si ispirò nel 1846 il compositore Ruggero Manna per la sua opera Il profeta velato, su libretto di Giacomo Sacchero.